# Lista de municípios do Rio Grande do Norte por IFDM
Esta é uma lista de municípios do Rio Grande do Norte ordenados por Índice FIRJAN de Desenvolvimento Municipal (IFDM) conforme dados divulgados pelo Sistema FIRJAN em 2015 com base no ano de 2013.
O Índice FIRJAN de Desenvolvimento Municipal (IFDM) é um estudo anual criado para acompanhar o desenvolvimento humano, econômico e social dos municípios do Estado do Rio de Janeiro e do Brasil (5.565 no total), com base exclusivamente em estatísticas oficiais. Ele leva em conta três indicadores: emprego e renda como um único indicador e educação e saúde como indicadores separados, cada qual com um conjunto respectivo de variáveis. Devido às suas características, a ferramenta tem servido como uma fotografia de políticas públicas e como fonte para "estudos nacionais e internacionais a respeito do desenvolvimento brasileiro". Mesmo porque seu resultado é capaz de retratar o nível de desenvolvimento de cada cidade e, assim, dar uma ideia sobre a qualidade de vida de seus cidadãos.
O IFDM é semelhante ao Índice de Desenvolvimento Humano (IDH), calculado pela ONU. Uma diferença entre ambos é que os dados do IFDM “podem ser coletados todo ano”, ao passo que os do IDH só são levantados uma vez por década, pois dependem de “dados do censo demográfico, realizado a cada 10 anos.”

## Categorias

Mapa dos municípios do Rio Grande do Norte por IFDM em 2013Legenda:
Alto (nenhum município)
Moderado (86 municípios)
Regular (81 municípios)
Baixo (nenhum município)
Sem dados (nenhum município)

O índice varia de zero (valor mínimo) até 1 (valor máximo), sendo considerado:
- Alto, resultados superiores a 0,8 pontos;
- Moderado, resultados entre 0,6 e 0,8 pontos;
- Regular, resultados entre 0,4 e 0,6 pontos;
- Baixo, resultados inferiores a 0,4 pontos;

## Lista dos municípios
| Posição                  | Município                  | IFDM Consolidado (2013) |
| Desenvolvimento alto     | Desenvolvimento alto       | Desenvolvimento alto    |
| ------------------------ | -------------------------- | ----------------------- |
| nenhum município         |                            |                         |
| Desenvolvimento moderado |                            |                         |
| 1º                       | Parnamirim                 | 0.7706                  |
| 2º                       | Natal                      | 0.7583                  |
| 3º                       | Mossoró                    | 0.7490                  |
| 4º                       | São José do Seridó         | 0.7393                  |
| 5º                       | Carnaúba dos Dantas        | 0.7245                  |
| 6º                       | Guamare                    | 0.7215                  |
| 7º                       | Galinhos                   | 0.7064                  |
| 8º                       | Alto do Rodrigues          | 0.7029                  |
| 9º                       | Bodó                       | 0.6984                  |
| 10º                      | Parelhas                   | 0.6945                  |
| 11º                      | Currais Novos              | 0.6916                  |
| 12º                      | Açu                        | 0.6910                  |
| 13º                      | Tenente Laurentino Cruz    | 0.6907                  |
| 14º                      | Ipueira                    | 0.6869                  |
| 15º                      | Barcelona                  | 0.6865                  |
| 16º                      | São Miguel do Gostoso      | 0.6845                  |
| 17º                      | Macaíba                    | 0.6800                  |
| 18º                      | Pendências                 | 0.6795                  |
| 19º                      | Cruzeta                    | 0.6768                  |
| 20º                      | Tibau do Sul               | 0.6744                  |
| 21º                      | Santana do Seridó          | 0.6718                  |
| 22º                      | Augusto Severo             | 0.6717                  |
| 23º                      | Itajá                      | 0.6680                  |
| 24º                      | São João do Sabugi         | 0.6677                  |
| 25º                      | São Gonçalo do Amarante    | 0.6675                  |
| 26º                      | Jucurutu                   | 0.6669                  |
| 27º                      | São José de Mipibu         | 0.6656                  |
| 28º                      | Serrinha                   | 0.6645                  |
| 29º                      | Lagoa de Velhos            | 0.6626                  |
| 30º                      | Ouro Branco                | 0.6617                  |
| 31º                      | Campo Redondo              | 0.6608                  |
| 32º                      | Tangará                    | 0.6591                  |
| 33º                      | São Bento do Norte         | 0.6584                  |
| 34º                      | Arês                       | 0.6556                  |
| 35º                      | Caicó                      | 0.6538                  |
| 36º                      | Baía Formosa               | 0.6534                  |
| 37º                      | Brejinho                   | 0.6529                  |
| 38º                      | Pau dos Ferros             | 0.6521                  |
| 39º                      | Acari                      | 0.6514                  |
| 40º                      | Vera Cruz                  | 0.6513                  |
| 41º                      | Messias Targino            | 0.6507                  |
| 42º                      | Apodi                      | 0.6502                  |
| 43º                      | Água Nova                  | 0.6450                  |
| 44º                      | Goianinha                  | 0.6449                  |
| 45º                      | Nova Cruz                  | 0.6445                  |
| 46º                      | Lajes Pintadas             | 0.6444                  |
| 47º                      | Extremoz                   | 0.6439                  |
| 48º                      | Lajes                      | 0.6422                  |
| 49º                      | Viçosa                     | 0.6402                  |
| 49º                      | Riachuelo                  | 0.6402                  |
| 51º                      | Lagoa de Pedras            | 0.6392                  |
| 52º                      | Lagoa Salgada              | 0.6383                  |
| 53º                      | Macau                      | 0.6370                  |
| 54º                      | Nísia Floresta             | 0.6365                  |
| 55º                      | Doutor Severiano           | 0.6341                  |
| 56º                      | São Rafael                 | 0.6328                  |
| 57º                      | Monte das Gameleiras       | 0.6323                  |
| 58º                      | Japi                       | 0.6311                  |
| 59º                      | Santa Cruz                 | 0.6301                  |
| 60º                      | Ipanguaçu                  | 0.6267                  |
| 61º                      | Monte Alegre               | 0.6266                  |
| 62º                      | Ceará-Mirim                | 0.6254                  |
| 63º                      | Felipe Guerra              | 0.6241                  |
| 64º                      | Santo Antônio              | 0.6238                  |
| 65º                      | Caiçara do Rio do Vento    | 0.6236                  |
| 66º                      | Upanema                    | 0.6230                  |
| 67º                      | São Tomé                   | 0.6202                  |
| 68º                      | Jardim do Seridó           | 0.6200                  |
| 69º                      | Grossos                    | 0.6171                  |
| 70º                      | Equador                    | 0.6159                  |
| 71º                      | Rio do Fogo                | 0.6149                  |
| 72º                      | Venha-Ver                  | 0.6137                  |
| 73º                      | Canguaretama               | 0.6127                  |
| 74º                      | Passa e Fica               | 0.6119                  |
| 74º                      | Timbaúba dos Batistas      | 0.6119                  |
| 76º                      | Presidente Juscelino       | 0.6110                  |
| 77º                      | São Bento do Trairí        | 0.6108                  |
| 78º                      | Santa Maria                | 0.6089                  |
| 79º                      | Patu                       | 0.6078                  |
| 80º                      | Senador Georgino Avelino   | 0.6074                  |
| 81º                      | Parazinho                  | 0.6073                  |
| 82º                      | Poço Branco                | 0.6056                  |
| 83º                      | Bom Jesus                  | 0.6038                  |
| 84º                      | Riacho de Santana          | 0.6029                  |
| 85º                      | São Paulo do Potengi       | 0.6020                  |
| 86º                      | Major Sales                | 0.6017                  |
| Desenvolvimento regular  |                            |                         |
| 87º                      | Pilões                     | 0.5998                  |
| 88º                      | Várzea                     | 0.5989                  |
| 88º                      | João Dias                  | 0.5989                  |
| 90º                      | Marcelino Vieira           | 0.5982                  |
| 91º                      | Itaú                       | 0.5980                  |
| 92º                      | Alexandria                 | 0.5967                  |
| 93º                      | Florânia                   | 0.5964                  |
| 93º                      | Paraú                      | 0.5964                  |
| 95º                      | Cerro Corá                 | 0.5955                  |
| 96º                      | Tibau                      | 0.5945                  |
| 97º                      | Vila Flor                  | 0.5938                  |
| 98º                      | São Vicente                | 0.5935                  |
| 99º                      | Lagoa Nova                 | 0.5934                  |
| 100º                     | São Fernando               | 0.5930                  |
| 100º                     | Passagem                   | 0.5930                  |
| 102º                     | Jundiá                     | 0.5927                  |
| 102º                     | Serra Negra do Norte       | 0.5927                  |
| 104º                     | Ielmo Marinho              | 0.5921                  |
| 105º                     | Baraúna                    | 0.5920                  |
| 106º                     | Senador Elói de Souza      | 0.5916                  |
| 107º                     | São Francisco do Oeste     | 0.5915                  |
| 108º                     | Serra do Mel               | 0.5913                  |
| 109º                     | Frutuoso Gomes             | 0.5903                  |
| 110º                     | Pureza                     | 0.5878                  |
| 111º                     | Pedro Avelino              | 0.5876                  |
| 112º                     | Triunfo Potiguar           | 0.5875                  |
| 113º                     | Jandaíra                   | 0.5863                  |
| 113º                     | Rafael Godeiro             | 0.5863                  |
| 115º                     | Januário Cicco             | 0.5860                  |
| 116º                     | Pedro Velho                | 0.5852                  |
| 117º                     | Lucrécia                   | 0.5843                  |
| 118º                     | Caraúbas                   | 0.5836                  |
| 119º                     | Porto do Mangue            | 0.5835                  |
| 120º                     | Maxaranguape               | 0.5808                  |
| 121º                     | São Pedro                  | 0.5738                  |
| 122º                     | Bento Fernandes            | 0.5736                  |
| 123º                     | Fernando Pedroza           | 0.5714                  |
| 124º                     | Jaçanã                     | 0.5706                  |
| 125º                     | Encanto                    | 0.5684                  |
| 126º                     | Martins                    | 0.5662                  |
| 127º                     | Ruy Barbosa                | 0.5656                  |
| 128º                     | Tenente Ananias            | 0.5641                  |
| 129º                     | Angicos                    | 0.5638                  |
| 130º                     | Santana do Matos           | 0.5636                  |
| 131º                     | Sítio Novo                 | 0.5635                  |
| 132º                     | Paraná                     | 0.5606                  |
| 133º                     | Janduís                    | 0.5597                  |
| 134º                     | Areia Branca               | 0.5584                  |
| 135º                     | Serra de São Bento         | 0.5580                  |
| 136º                     | Caiçara do Norte           | 0.5577                  |
| 137º                     | Riacho da Cruz             | 0.5571                  |
| 138º                     | José da Penha              | 0.5565                  |
| 139º                     | Umarizal                   | 0.5563                  |
| 140º                     | Rafael Fernandes           | 0.5562                  |
| 141º                     | Montanhas                  | 0.5557                  |
| 142º                     | São Miguel                 | 0.5525                  |
| 143º                     | Almino Afonso              | 0.5523                  |
| 144º                     | Taipu                      | 0.5519                  |
| 145º                     | Lagoa d'Anta               | 0.5503                  |
| 146º                     | Francisco Dantas           | 0.5483                  |
| 147º                     | Olho-d'Água do Borges      | 0.5480                  |
| 148º                     | Serrinha dos Pintos        | 0.5469                  |
| 149º                     | João Câmara                | 0.5463                  |
| 150º                     | Luís Gomes                 | 0.5458                  |
| 151º                     | Taboleiro Grande           | 0.5448                  |
| 152º                     | Carnaubais                 | 0.5417                  |
| 153º                     | Espírito Santo             | 0.5392                  |
| 154º                     | Jardim de Angicos          | 0.5375                  |
| 155º                     | Coronel Ezequiel           | 0.5313                  |
| 156º                     | Coronel Joao Pessoa        | 0.5304                  |
| 157º                     | Touros                     | 0.5270                  |
| 158º                     | Pedra Preta                | 0.5269                  |
| 159º                     | São José do Campestre      | 0.5266                  |
| 160º                     | Rodolfo Fernandes          | 0.5263                  |
| 161º                     | Severiano Melo             | 0.5254                  |
| 162º                     | Jardim de Piranhas         | 0.5239                  |
| 163º                     | Afonso Bezerra             | 0.5199                  |
| 164º                     | Pedra Grande               | 0.5176                  |
| 165º                     | Portalegre                 | 0.5087                  |
| 166º                     | Antônio Martins            | 0.4975                  |
| 167º                     | Governador Dix-Sept Rosado | 0.4735                  |
| Desenvolvimento baixo    |                            |                         |
| nenhum município         |                            |                         |